# Rodrigo Chagas (urugwajski piłkarz)
Rodrigo Sebastián Chagas Díaz (ur. 20 sierpnia 2003 w Artigas) – urugwajski piłkarz występujący na pozycji defensywnego pomocnika, od 2025 roku zawodnik Juventudu.